# Congoprinsia
Congoprinsia is een geslacht van vlinders uit de familie van de Tortricidae (Bladrollers). Het geslacht werd voor het eerst wetenschappelijk beschreven door Razowski in 2012.

## Soorten
Het genus bevat de volgende soorten:

- Congoprinsia juratae Razowski, 2012
- Congoprinsia mayumbeana Razowski, 2012